# Konrad Sweynheim

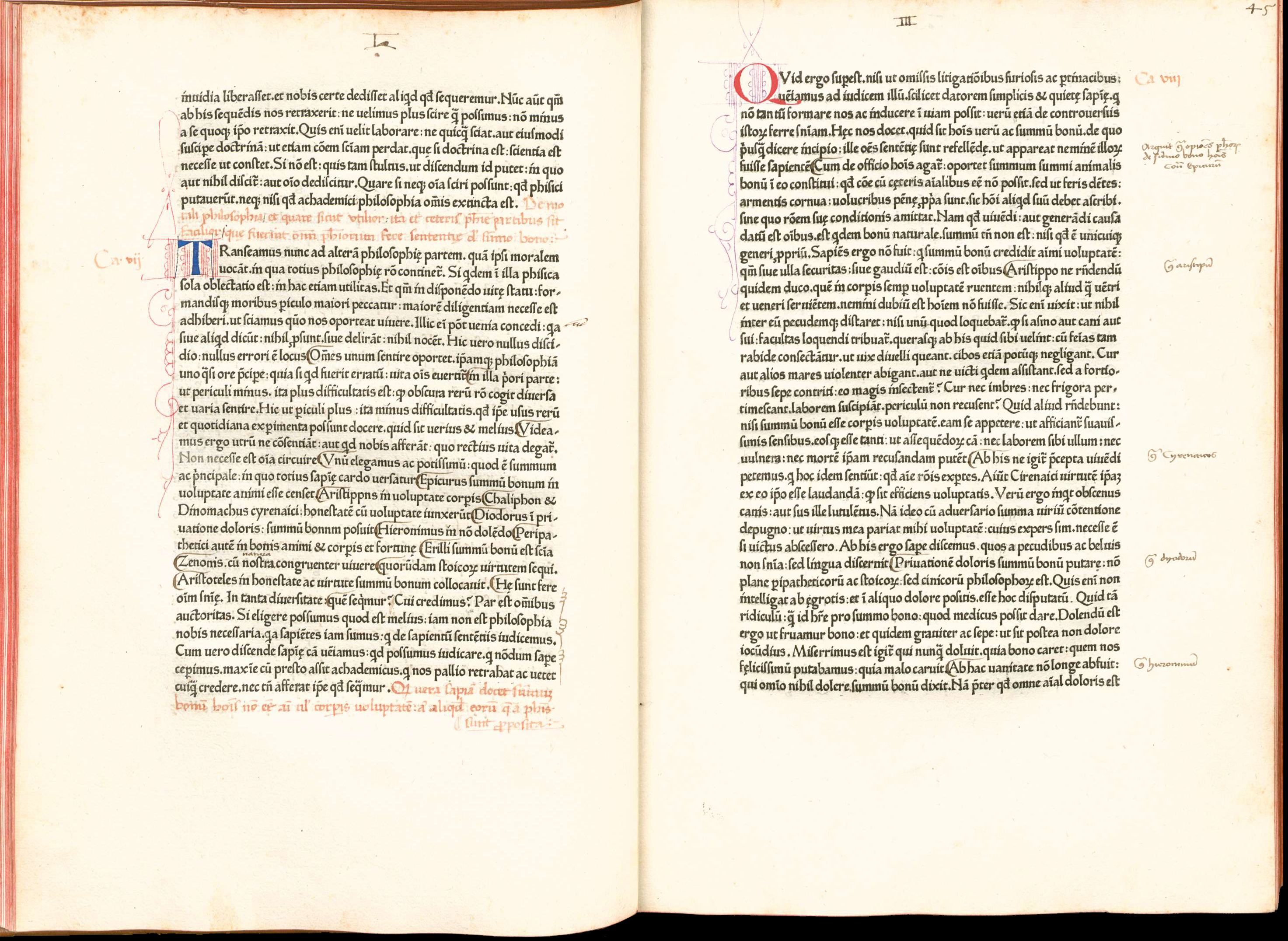
Ejemplar de De divinis institutionibus por Lattanzio, publicado en Subiaco en 1465

Konrad Sweynheim, Schweinheim o Schweynheym (Maguncia, 25 de enero circa 1430 - Roma, 1 de enero de 1477) fue un monje e impresor alemán.

## Biografía
Vivió en el siglo XV. Fue Clérigo del Capítulo de la Catedral de Maguncia y tiene el mérito, junto con Arnold Pannartz, de haber introducido en Italia la imprenta de tipos móviles.
Después de trabajar con Johann Fust y Peter Schöffer, se trasladó a Italia tras el asedio de Maguncia (1462). Fue a Subiaco alrededor de 1464, junto con Arnold Pannartz de Praga, tal vez, por invitación del cardenal español Juan de Torquemada y probablemente por recomendación de Nicolás de Cusa. En Subiaco imprimió los primeros incunables conocidos de Italia: un «De oratore» de Cicerón, un «De divinis institutionibus adversus gentes» de Lactancio fechado a 29 de octubre de 1465 (el libro impreso con indicación de fecha más antiguo de Italia) y  un «De Civitate Dei» de Agustín de Hipona fechado a 12 de junio de 1467. Los dos tipógrafos imprimieron también, probablemente en 1464, un «Donatus pro puerulis» (es decir, una gramática latina para niños) de la que no conserva ninguna copia. El monasterio benedictino de Santa Escolástica albergaba en ese momento a una inmensa mayoría de monjes de lengua alemana o flamenca.
En 1467, protegidos por el humanista Giovanni Andrea Bussi, Sweynheim y Pannartz se trasladaron a Roma dónde abrieron, en la vivienda de Pietro Massimo en la calle Mercatoria, un taller tipográfico que se mantuvo activo hasta 1475. Publicaron la «Epistulae ad Familiares» de Cicerón (tal vez en septiembre de 1467) y sucesivamente una serie de clásicos italianos y el comentario bíblico de Nicolás de Lira (en 1471 -1472). Pidieron luego una ayuda económica a Sixto IV para poder seguir trabajando pero, aunque consiguieron la ayuda, la sociedad con Pannartz se disolvió en 1473. Sweynheim comenzó a trabajar en la «Cosmografía» de Claudio Ptolomeo, que tras su muerte fue completada por Arnold Buckinck y publicada en 1478.